# Roche encaissante

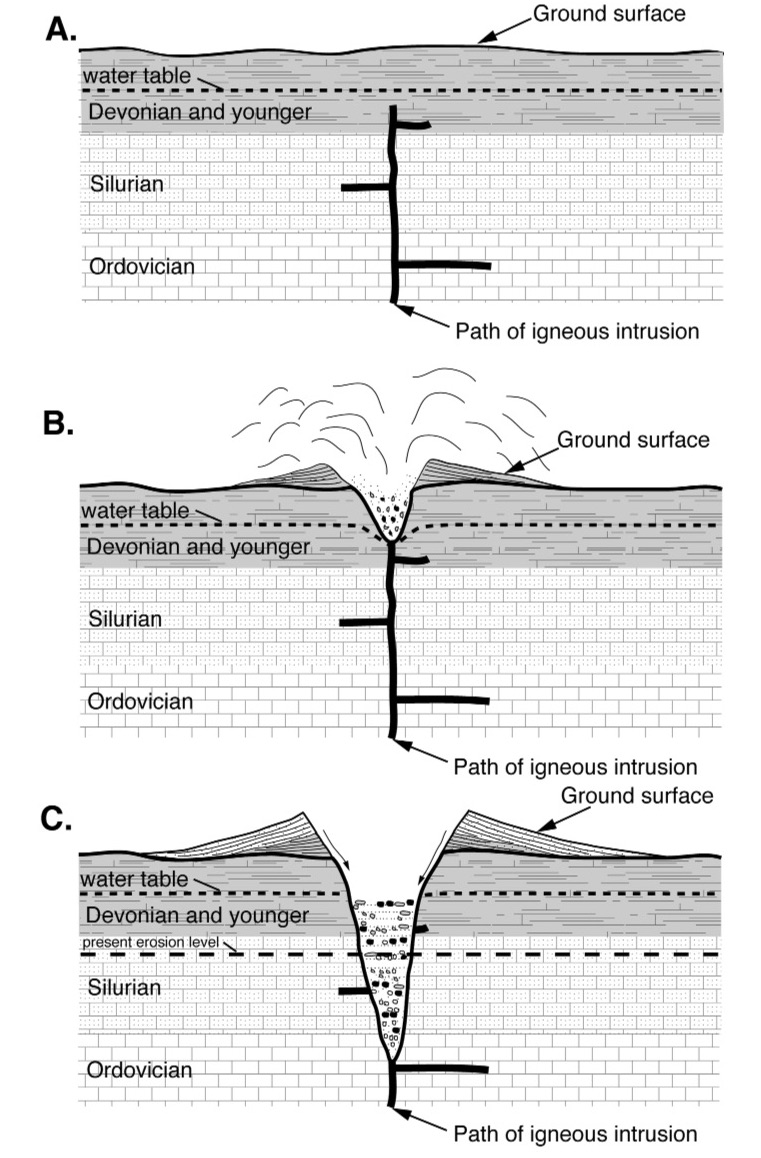
Les couches du Dévonien, du Silurien et de l'Ordovicien sont des roches encaissantes. L'intrusion magmatique conduit à une éruption volcanique.

En géologie, la roche encaissante ou simplement encaissant est la roche préexistante d'une région, subissant une intrusion de matériau géologique visqueux, généralement du magma, mais aussi du sel gemme (dans des dômes de sel) ou des sédiments non consolidés. 

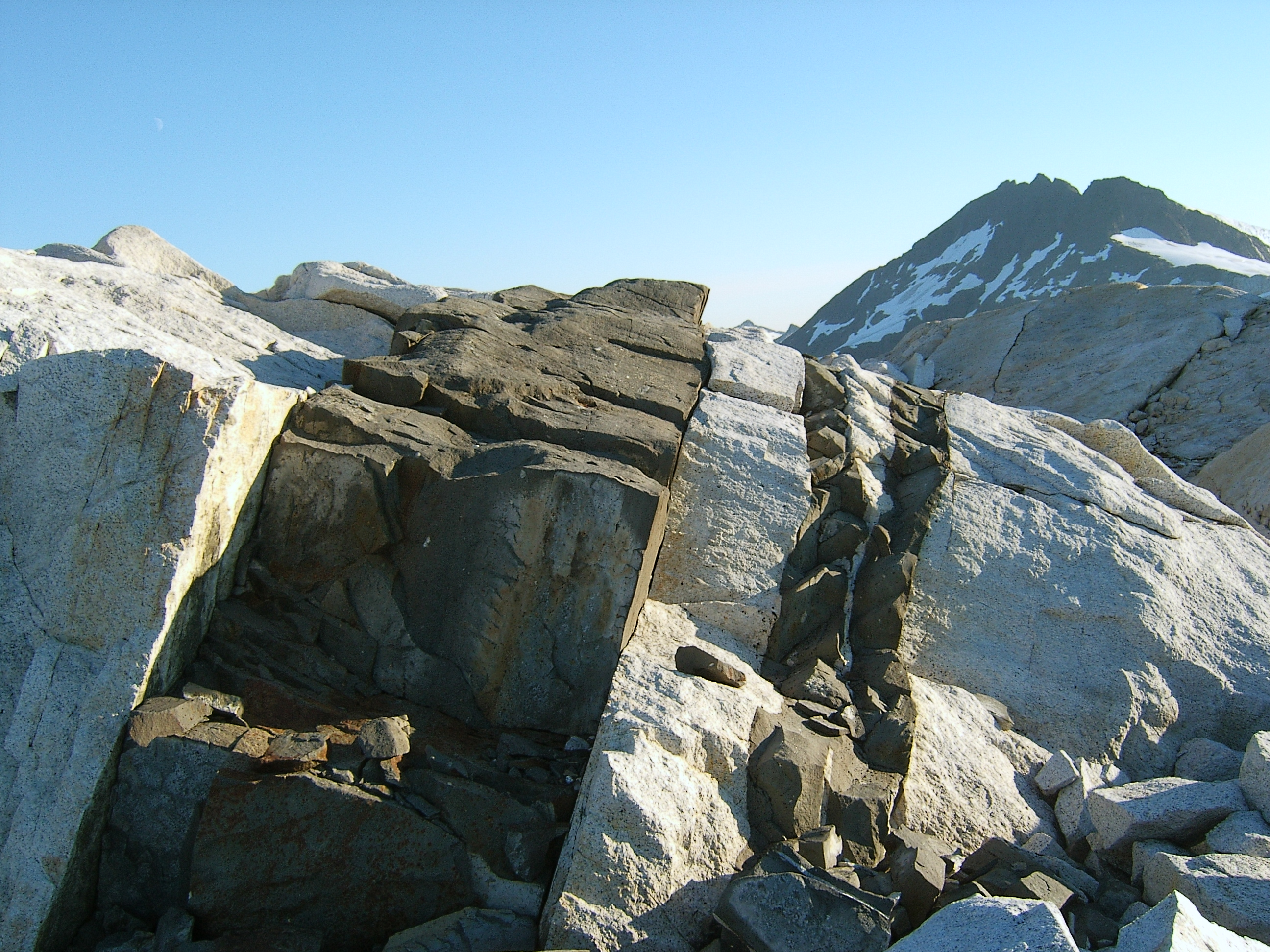
Un dyke (en sombre) immiscé dans l'encaissant (en clair), île Baranof, Alaska, États-Unis

Le magma généralement moins dense, élargit et remplit les fissures existantes, faisant parfois fondre cette roche encaissante qu'il pénètre. 
Le terme « encaissant » est équivalent et, dans de nombreux cas, interchangeable avec les termes de socle et d'éponte.
« Roche encaissante » peut aussi désigner la lithologie dominante d'une zone par rapport à une autre roche locale étudiée minoritaire apparue en même temps ou plus tard.

## Paramètres géologiques

### Intrusions ignées
Un encaissant est une masse rocheuse recevant une intrusion de roche plutonique comme un batholite, un dyke, un sill, etc.. En stratigraphie, un encaissant est toujours plus ancien que la roche plutonique selon le principe de recoupement.
Quand la roche encaissante est traversée perpendiculairement au plan de stratification par une intrusion telle qu'un dyke, on la qualifie d'intrusion discordante. En revanche, une intrusion parallèle à un sill indique une intrusion sub-parallèle ou concordante,,,.

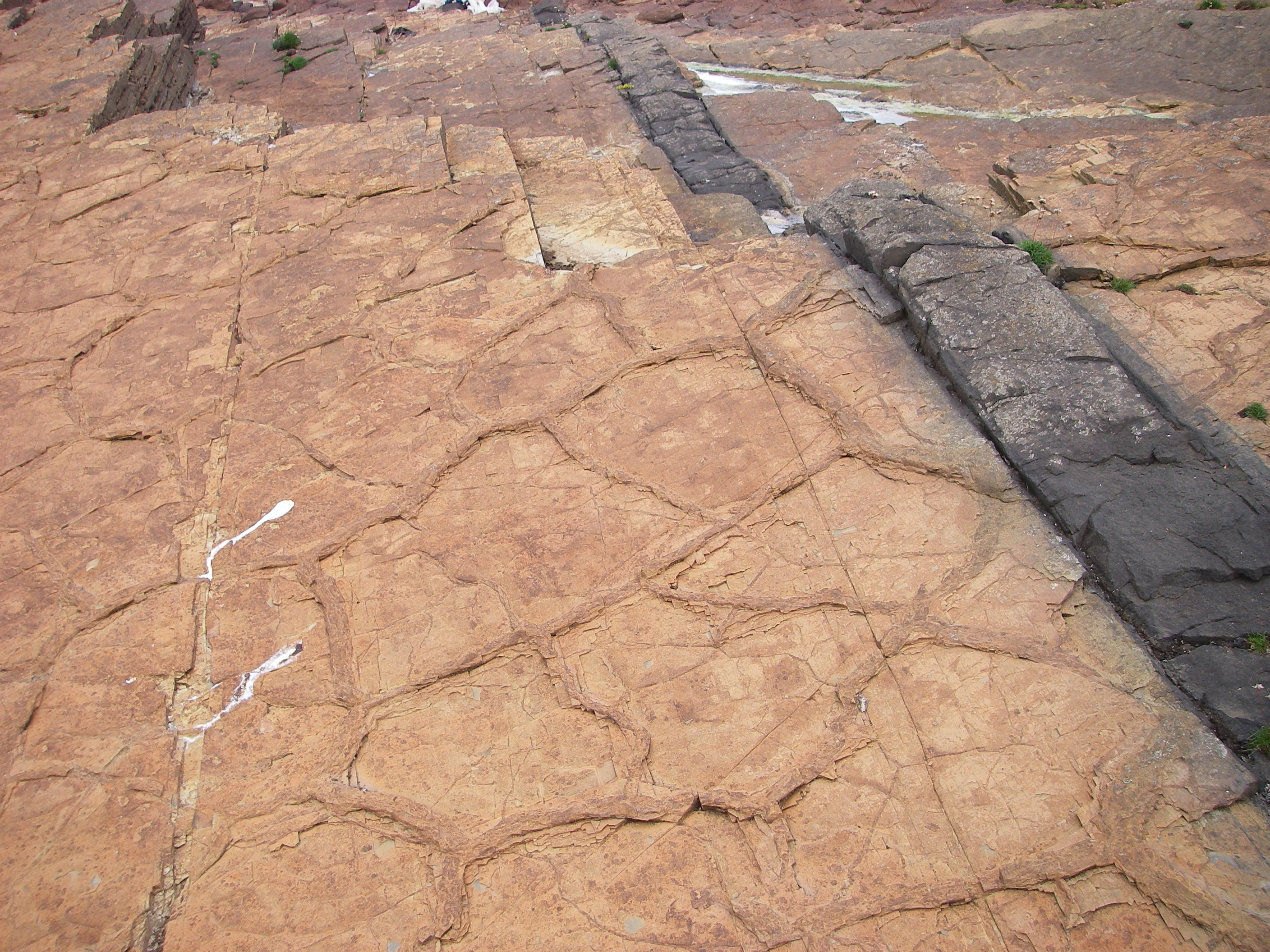
Encaissant de grès permien présentant un pavage de fentes de dessiccation et recoupé par un dyke de lamprophyre, dans l'archipel des Orcades au Royaume-Uni.

La plupart des intrusions dans la roche encaissante se font via le magma. La roche encaissante subit généralement l'intrusion par un corps de roche magmatique formé lorsque le magma a été poussé vers le haut à travers des fractures ou a fondu à travers la roche sus-jacente. Le magma refroidi donne une roche solide, distincte de la roche environnante. Parfois, un fragment de roche encaissante se détache et s'incorpore à l'intrusion, ce qui constitue un xénolithe, du grec ancien, ξένος [xenos, « étrange »] et λίθος [lithos, « pierre »].
Parallèlement, la chaleur des intrusions modifie la plupart du temps la roche encaissante la transformant en roche métamorphique. Cela produit généralement des cornéennes ou des skarn.
Un encaissant peut être affecté par l'arrivée d'une masse rocheuse plutonique, de manière mécanique avec une fracturation ou une déformation mais aussi de manière minéralo-chimique avec un métamorphisme de contact entraînant une anatexie ou une foliation, par exemple.

### Cadres alluviaux
Lors d'alluvions récentes, le matériau déposé par un phénomène volcanique, glaciaire ou fluviatile peut être caractérisé comme une couverture sur la roche encaissante (plus ancienne).